# San Pietro in Gu
San Pietro in Gu ist eine nordostitalienische Gemeinde (comune) mit 4134 Einwohnern (Stand 31. Dezember 2023) in der Provinz Padua in Venetien. Die Gemeinde liegt etwa 27,5 Kilometer nordwestlich von Padua und etwa 12 Kilometer nordöstlich von Vicenza und grenzt unmittelbar an die Provinz Vicenza. Wenige Kilometer westlich fließt die Brenta.

## Verkehr
Durch die Gemeinde führt die Strada Statale 53 Postumia von Vicenza nach Portogruaro.